# Live to Rise
"Live to Rise" es una canción de la banda norteamericana Soundgarden. para la película de 2012   The Avengers . La canción fue lanzada por Hollywood Records el 17 de abril de 2012, como una  descarga digital gratuita durante su primera semana de disponibilidad en la iTunes Store, y luego se incluyó en el álbum de la banda sonora de la película,  Avengers Assemble: Music from and Inspired by the Motion Picture, publicado el 1 de mayo de 2012.
"Live to Rise" fue la primera canción de Soundgarden en ser completamente grabada y lanzada desde que la banda se reformó en 2010, como " Black Rain "se grabó en parte a principios de la década de 1990. El sencillo ha sido descrito como un "rockero con muchos riffs" que, según el cantante Chris Cornell, "funcionaría bien" en el próximo álbum de la banda King Animal, aunque no necesariamente representaba el sonido de todo el álbum. Despite earlier speculation, "Live to Rise" did not appear on King Animal.

## Posicionamiento en listas
| Listas (2012)                                                | Posición Puesto |
| ------------------------------------------------------------ | --------------- |
| ( Canadá) (Billboard Canadian Hot 100)                       | 69              |
| Canadá (Canada Rock)                                         | 1               |
| ( Estados Unidos) Bubbling Under Hot 100 Singles (Billboard) | 10              |
| ( Estados Unidos)Mainstream Rock (Billboard)                 | 1               |
| ( Estados Unidos)Rock Songs (Billboard)                      | 4               |
| ( Estados Unidos) Alternative Songs (Billboard)              | 12              |
| ( Reino Unido) Rock (Official Charts Company)                | 11              |

## Recepción
USA Today  ' s revisión de la banda sonora de' 'Avengers Assemble' 'declara que "Live to Rise" "es  The Incredible Hulk en esta banda sonora de estrellas para la película de superhéroes "Los Vengadores" ".